# Flisak pieniński
Flisak pieniński – osoba zawodowo zajmująca się przewozem turystów na rzece Dunajec, a dokładnie na szlaku wodnym w Pieninach; będąca jednocześnie przewodnikiem. Wszyscy polscy flisacy są obecnie zrzeszeni w Polskim Stowarzyszeniu Flisaków Pienińskich na Rzece Dunajec w Sromowcach Niżnych. Flisacy rekrutują się z górali pienińskich zamieszkujących jedną z pięciu pienińskich miejscowości: Czorsztyn, Krościenko nad Dunajcem, Sromowce Niżne, Sromowce Wyżne i Szczawnicę.
W 2023 r. flisactwo trafiło na Krajową listę niematerialnego dziedzictwa kulturowego.

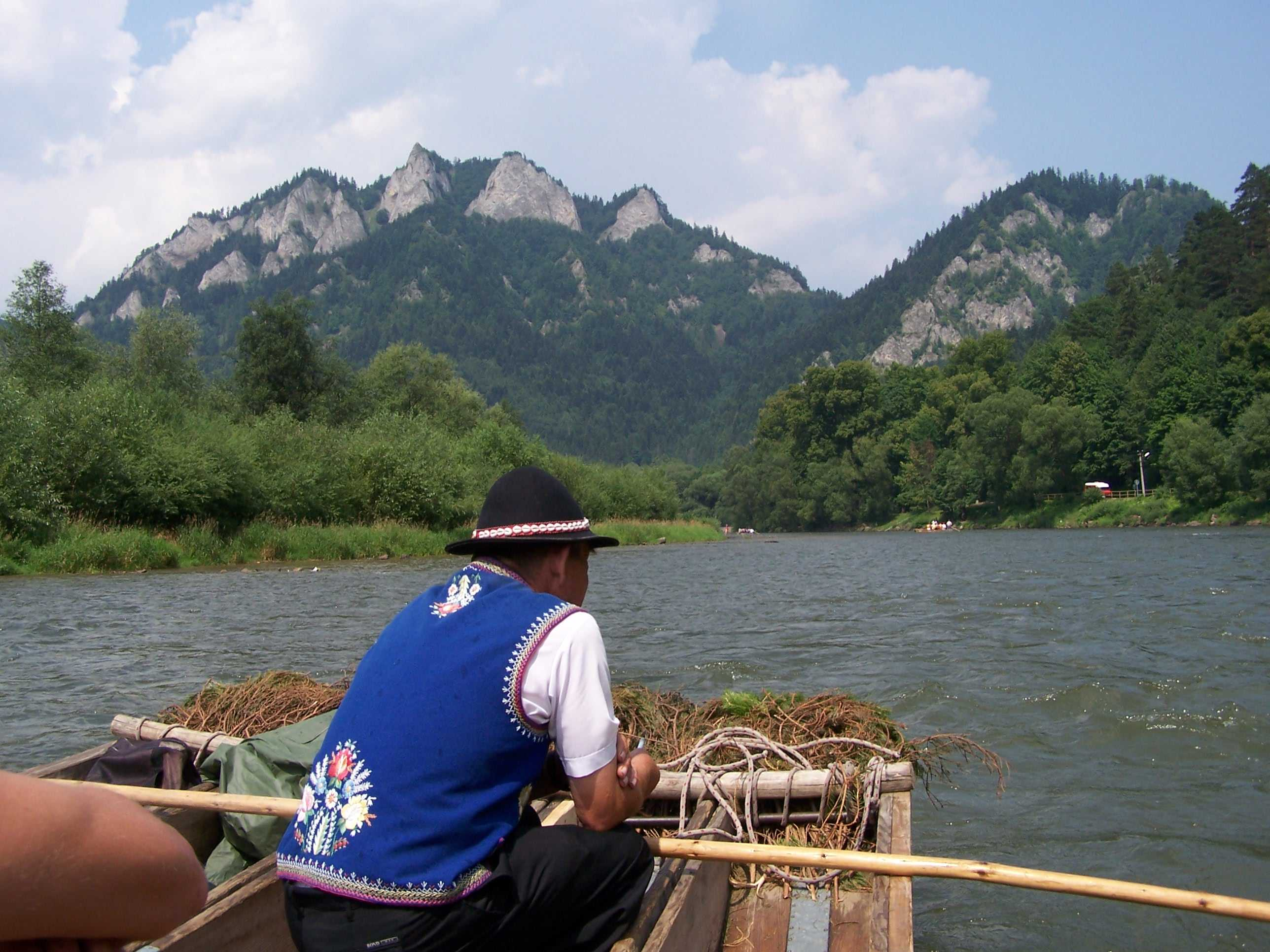
Flisak na Dunajcu
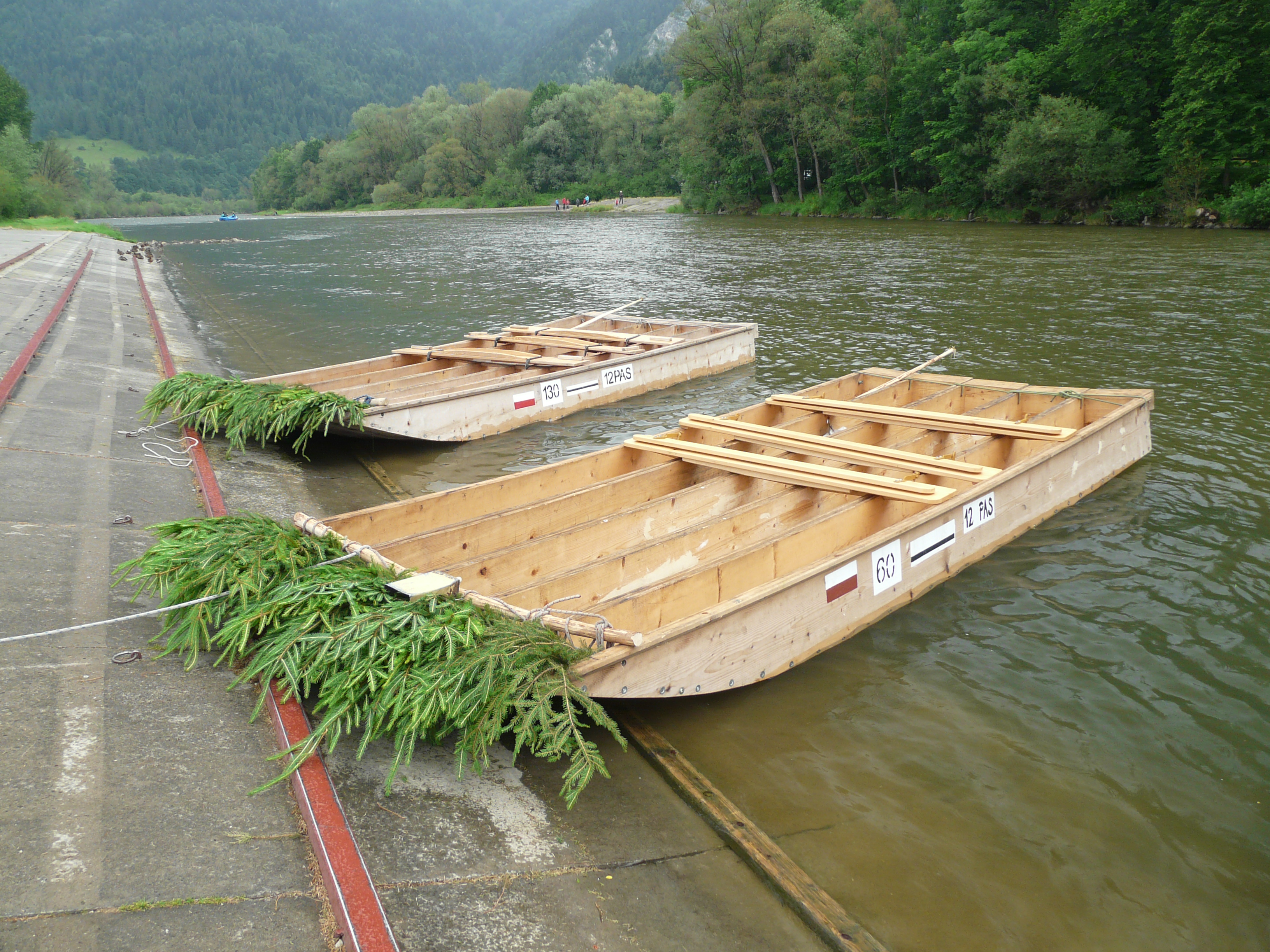
Łodzie flisackie w Sromowcach Niżnych
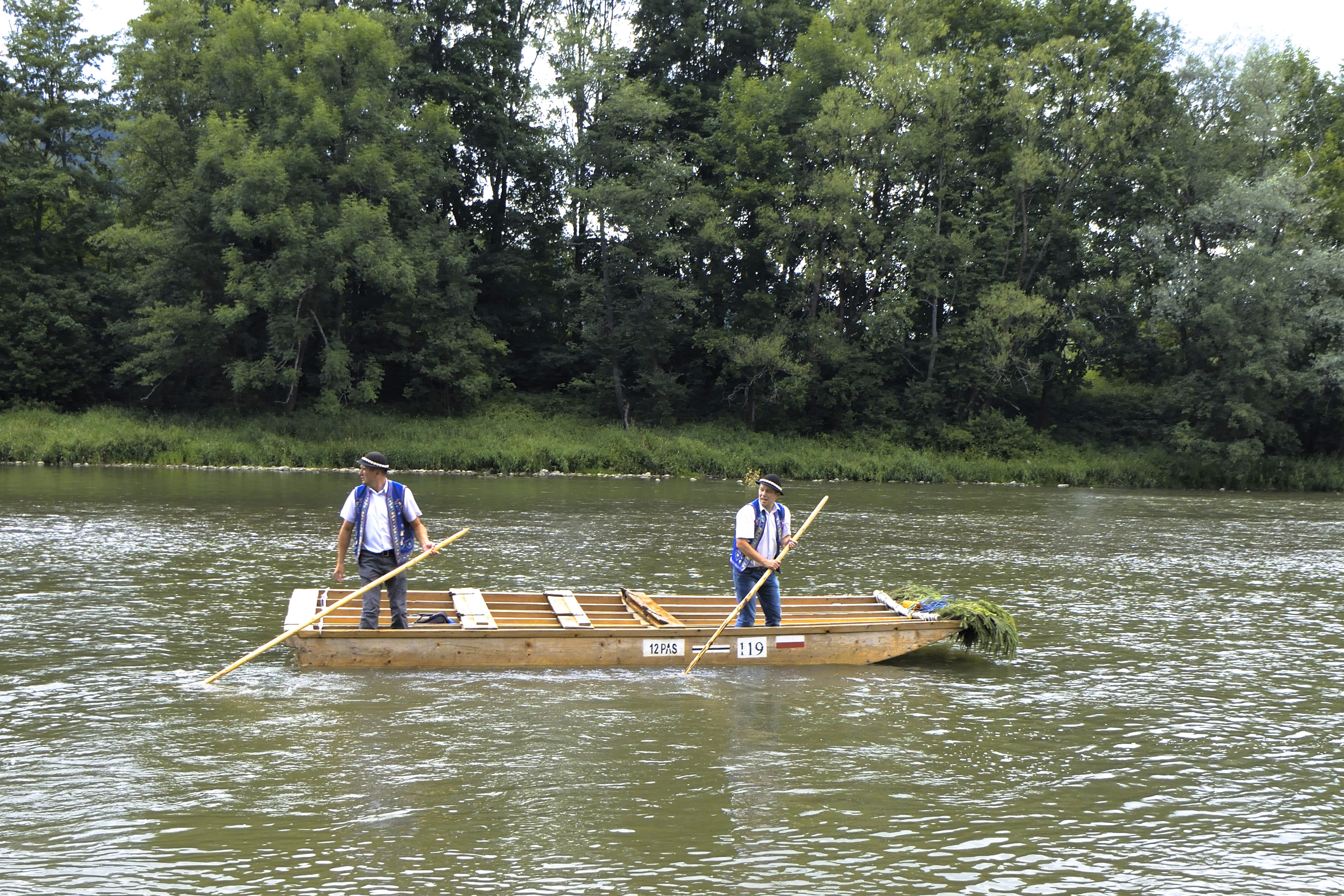
Flisacy na Dunajcu
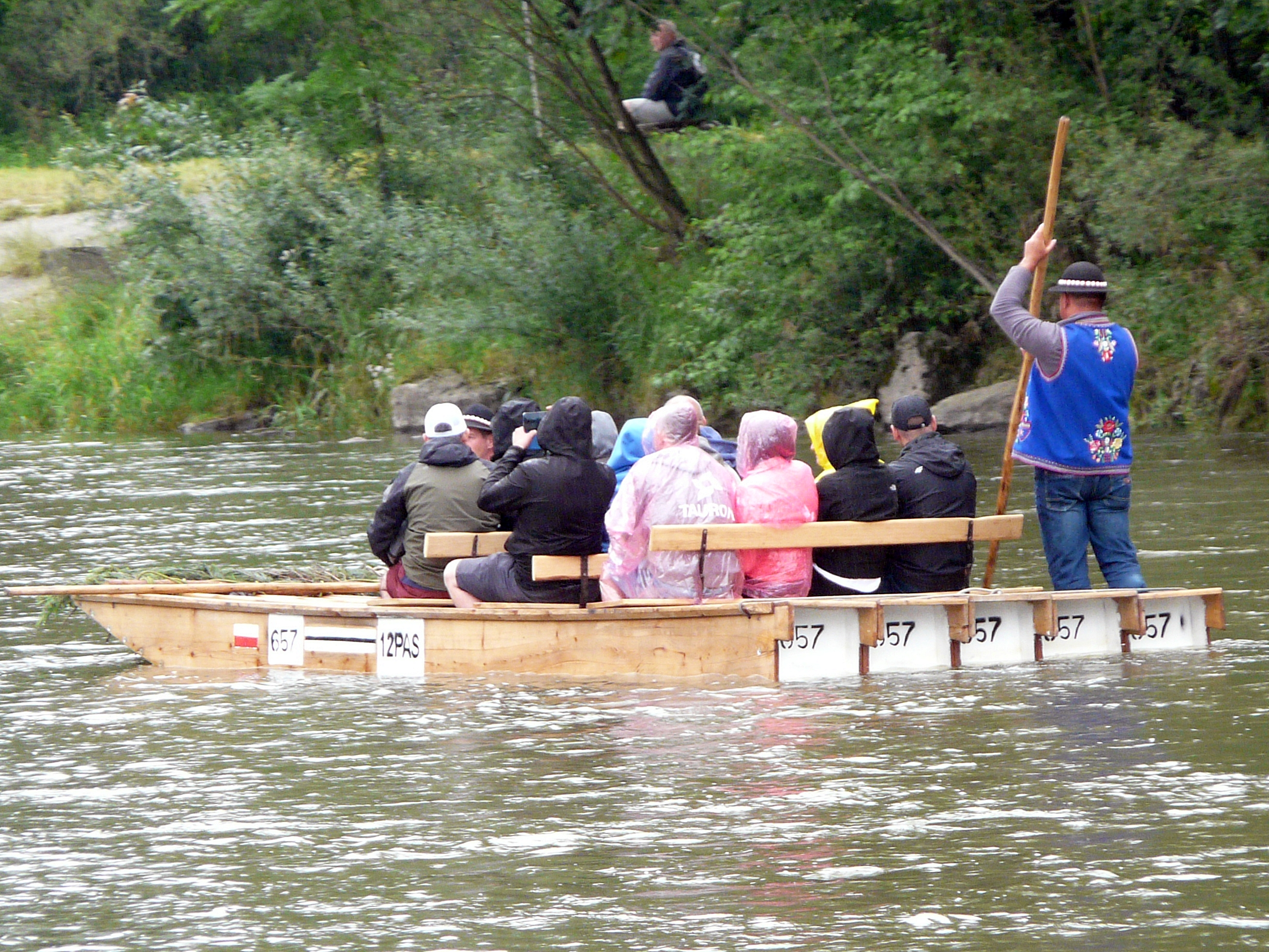
Tratwa flisacka z turystami